# Institut für Parlamentarismusforschung

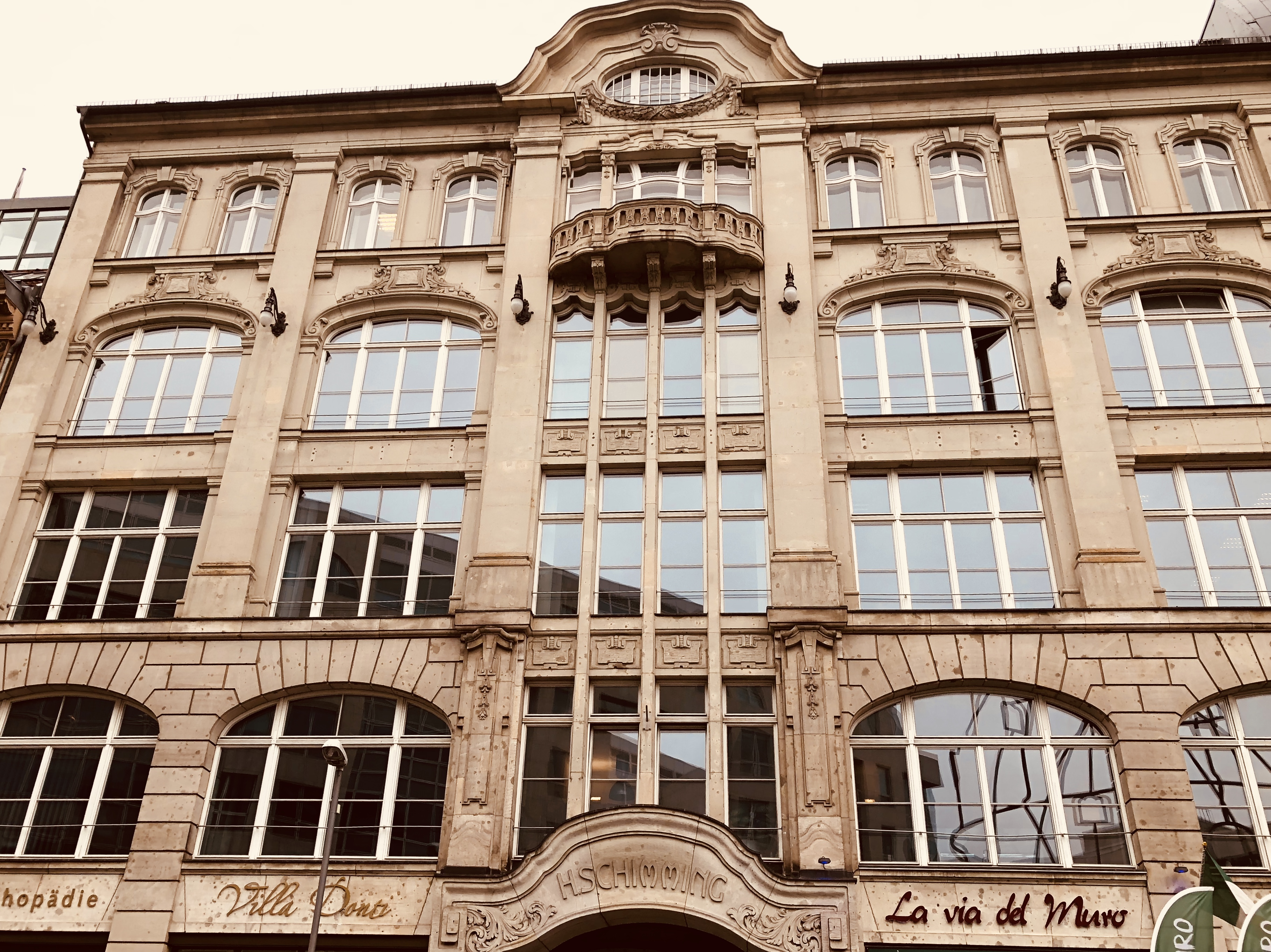
Büro des IParl in Berlin-Mitte

Das Institut für Parlamentarismusforschung (IParl) wurde im April 2016 von Suzanne S. Schüttemeyer in Halle/Saale gegründet, die bis Oktober 2018 den Lehrstuhl für Regierungslehre und Policyforschung an der Martin-Luther-Universität Halle-Wittenberg innehatte. Das IParl ist eine Einrichtung der Stiftung Wissenschaft und Demokratie (SWuD). Mit seinem Fokus auf den Parlamentarismus knüpft es an den Schwerpunkt der politikwissenschaftlichen Arbeit des Stifters Eberhard Schütt-Wetschky an. Seit November 2018 ist das IParl in Berlin-Mitte ansässig. Von 2016 bis 2022 war Benjamin Höhne stellvertretender Leiter des IParl.

## Zielsetzung
Das IParl widmet sich der theoretischen und empirischen Erforschung demokratischer Repräsentation und Legitimation. Neben der Parlamentarismusforschung bildet die Parteienforschung ein zentrales Aufgabengebiet. Es versteht sich als Vermittlungs- und Austauschplattform zwischen Forschung, Praxis und Öffentlichkeit. Kernanliegen sei es, „die demokratische Ordnung in der Gesellschaft zu verankern und fortzuentwickeln“.

## Projekt zur Kandidatenaufstellung
Das Auftaktprojekt des IParl untersucht die Kandidatenaufstellung zur Bundestagswahl 2017. Dazu wurden über 150 Aufstellungsversammlungen der großen etablierten Parteien wissenschaftlich beobachtet. Knapp 20.000 Parteimitglieder wurden auf diesen Veranstaltungen in Zusammenarbeit mit dem Meinungsforschungsinstitut policy matters befragt. Die dafür aufgewendeten Forschungsressourcen ermöglichten erstmals eine solche weitreichende Untersuchung der Kandidatenaufstellung in Deutschland.